# Jegor Gennadjewitsch Podomazki
Jegor Gennadjewitsch Podomazki (russisch Егор Геннадьевич Подомацкий; * 22. November 1976 in Rybinsk, Russische SFSR) ist ein ehemaliger russischer Eishockeytorwart.

## Karriere
Jegor Podomazki wuchs in Rybinsk auf und begann in seiner Heimatstadt mit dem Eishockeyspiel. Später wechselte er an die Eishockeyschule Sdjuschor Jaroslawl. In der Saison 1995/96 debütierte er für Torpedo Jaroslawl in der Internationalen Hockey-Liga, wobei er zweiter Torhüter hinter Jewgeni Tarassow war. In den folgenden zwei Spielzeiten war Podomazki Stammtorhüter von Torpedo, wobei er 1997 Konkurrenz durch Witali Jeremejew bekam. 1997 gewann Podomazki mit Jaroslawl zudem seinen ersten russischen Meistertitel.
In der Saison 1998/99 teilte er sich die Torwartposition mit Oleg Schewzow, ehe er in der folgenden Spielzeit wieder Stammtorhüter des Vereins war. 2000 nannte sich sein Heimatverein in Lokomotive Jaroslawl um. 2002 und 2003 gewann Podomazki mit Jaroslawl zwei weitere russische Meistertitel. Bis 2008 absolvierte er 387 Partien für Jaroslawl in der jeweils höchsten Spielklasse Russlands, wobei ihm insgesamt 62 Shutouts gelangen. Damit hält er den Torhüter-Rekord für absolvierte Spiele für den gleichen Verein in Russland.
2008 wechselte er vor der ersten KHL-Saison zum HK Lada Toljatti, wo er als dritter Torhüter hinter Wassili Koschetschkin und Mike Fountain auf wenige Einsätze kam und daher auch in der zweiten Mannschaft des Vereins sowie bei Disel Pensa zum Einsatz kam.
Im Sommer 2009 wurde er zunächst von Awtomobilist Jekaterinburg unter Vertrag genommen und absolvierte ein Vorbereitungsspiel für den Klub. Danach wurde sein Vertrag aufgelöst und Podomazki unterschrieb einen Vertrag beim HK Rys Podolsk aus der Wysschaja Liga. Diesen Verein verließ er wiederum nach 32 Spielen und wechselte innerhalb der Liga zu Ariada-Akpars Wolschsk. In Wolschsk stand er bis November 2010 unter Vertrag und absolvierte 27 Spiele für den Klub, ehe er innerhalb der Wysschaja Hockey-Liga zu Jermak Angarsk wechselte. Für Jermak brachte er es auf insgesamt 29 Einsätze in der zweiten Spielklasse Russlands.

### International
Bei der Weltmeisterschaft 1998 gehörte Podomazki zum ersten Mal zum russischen Nationalkader und erhielt als zweiter Torhüter hinter Oleg Schewzow zwei Einsätze, bei denen er neun Gegentore kassierte. Ein Jahr später, bei der Weltmeisterschaft 1999, gehörte er erneut zum Kader und kam als Stammtorhüter in allen sechs Spielen der Sbornaja zum Einsatz, wobei er eine Fangquote von 90,58 Prozent und einen Gegentorschnitt von 2,41 erreichte. Weitere teilnahmen an den Welttitelkämpfen folgten 2000, 2002 und 2004, wobei er 2000 erneut Stammtorhüter der Sbornaja war und 2002 zusammen mit Maxim Sokolow ein gleichberechtigtes Torhüterduo bildete. Bei der Weltmeisterschaft 2002 gewann Podomazki zudem die Silbermedaille, während Sokolow zusätzlich als Bester Torhüter des Turniers ausgezeichnet wurde.
Podomazkis internationale Karriere wurde mit der Bronzemedaille bei den Olympischen Winterspielen 2002 gekrönt, wobei er als zweiter Torhüter hinter Nikolai Chabibulin zu keinem Einsatz kam.

## Erfolge und Auszeichnungen
| - 1997 Russischer Meister mit Torpedo Jaroslawl - 1997 Rookie des Jahres der Superliga - 1997 Torhüter des Jahres der Superliga - 1998 Torhüter des Jahres der Superliga - 2001 Superliga All-Star-Game - 2002 Superliga All-Star-Game - 2002 Russischer Meister mit Lokomotive Jaroslawl | - 2002 Torhüter des Jahres der Superliga - 2002 Verdienter Meister des Sports Russlands - 2003 Zweiter Platz beim IIHF Continental Cup mit Lokomotive Jaroslawl - 2003 Russischer Meister mit Lokomotive Jaroslawl - 2003 Torhüter des Jahres der Superliga - 2004 Superliga All-Star-Game |

### International
- 2002 Bronzemedaille bei den Olympischen Winterspielen
- 2002 Silbermedaille bei der Weltmeisterschaft